# Standerton
Standerton este un oraș din Africa de Sud.